# 乌塞
乌塞（法語：Housset，法語發音：[usɛ]）是法国上法蘭西大區埃纳省的一个市镇，属于韦尔万区。

## 地理
乌塞（49°47'39"N, 3°42'28"E）面积13.2 平方千米，位于法国上法蘭西大區埃纳省，该省份为法国北部内陆省份，北起北部省，西接索姆省和瓦兹省，东临阿登省和马恩省，西南至塞纳-马恩省，东北部与比利时接壤。
与乌塞接壤的市镇（或旧市镇、城区）包括：沙蒂永莱松、舍韦讷、新蒙索和福库济、拉讷维尔乌塞、桑里绍蒙、松和龙谢尔、勒埃里拉维耶维尔。

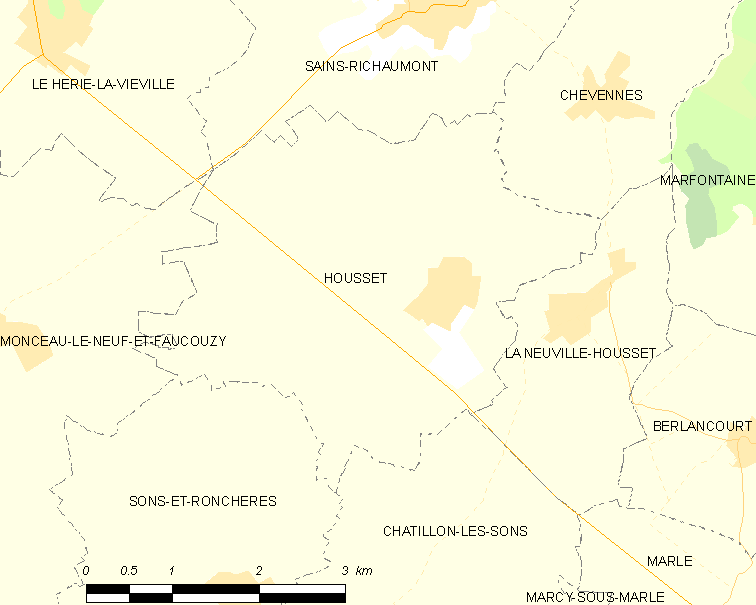
乌塞的OSM定位图

乌塞的时区为UTC+01:00、UTC+02:00（夏令时）。

## 行政
乌塞的邮政编码为02250，INSEE市镇编码为02385。

## 政治
乌塞所属的省级选区为马尔勒县。

## 人口

1962-2008年间乌塞人口变化图示

乌塞于2022年1月1日时的人口数量为169人。